# Watertoren (Drogenbos)
De watertoren aan de Nieuwstraat in de Belgische plaats Drogenbos werd gebouwd in de jaren 30.

## Beschrijving
Volgens de literatuur werd de toren gebouwd in 1932. Openbare aanbesteding van de werken ("oprichting van een watertoren en aanleg der buisleiding") vond plaats op 1 mei 1931 in Brussel. De kadastrale inschrijving dateert echter van 1942. Bij de aanbesteding werden de kosten geraamd op 350.000 Belgische frank voor de watertoren en 1.558.450 Bfr. voor de buisleiding.
De toren bestaat uit een sterk overkragende, cilindrische, betonnen intzekuip. Deze rust op een polygonale schacht van betonbalken, opgevuld met bakstenen metselwerk. De kuip is voorzien van een omlopende betonnen balustrade. Het reservoir heeft een capaciteit van 250 kubieke meter.
 Alsemberg (Grootbosstraat) ·
Alsemberg (Sanatoriumstraat) ·
Asse (Boekfos) ·
Asse (Lindenpark) ·
Baal ·
Bekkevoort ·
Bertem ·
Bierbeek (Krijkelberg) ·
Bierbeek (Neervelpsestraat) ·
Brussegem ·
Buizingen (Albert Denystraat) ·
Buizingen (Porseleinstraat) ·
Buizingen (Sanatoriumlaan) ·
Buizingen (Watertorenstraat) ·
Diest ·
Dilbeek ·
Droeshout ·
Drogenbos ·
Duisburg (1950) ·
Duisburg (1978) ·
Everberg ·
Grimbergen ·
Hekelgem ·
Hoegaarden ·
Hoeilaart ·
Huizingen ·
Jezus-Eik ·
Koningslo ·
Landen ·
Lembeek (1932) ·
Lembeek (1979) ·
Lembeek (Kazernestraat) ·
Leuven (Geidenaaksebaan) ·
Leuven (Karel van Lotharingenstraat) ·
Linden ·
Lot ·
Lubbeek ·
Machelen (Emmanuellaan) ·
Machelen (Watertorenlaan) ·
Maleizen (Hoeilaartsesteenweg) ·
Maleizen (Terhulpensesteenweg) ·
Meensel-Kiezegem (1965) ·
Meensel-Kiezegem (2010) ·
Meerbeek ·
Moorsel ·
Oetingen ·
Overijse (Korenarenstraat) ·
Overijse (Witherendreef) ·
Ransberg ·
Ruisbroek ·
Schepdaal ·
Sint-Agatha-Berchem ·
Sint-Pieters-Kapelle ·
Sint-Pieters-Leeuw (Bergensesteenweg) ·
Sint-Pieters-Leeuw (Brusselbaan) ·
Steenokkerzeel (Kortenbergststeenweg) ·
Steenokkerzeel (Mechelsesteenweg) ·
Tienen (1966) ·
Tienen (1999) ·
Tienen (Ijzerenwegstraat) ·
Tienen (Sint-Truidensesteenweg) ·
Vilvoorde (Lange Molenstraat) ·
Vilvoorde (Streekbaan) ·
Vossem ·
Zaventem